# Sergej Gorloekovitsj
Sergei Vadimovitsj Gorloekovitsj (Baroeny, 18 november 1961) is een voormalig Sovjetse en Russisch voetballer. Hij speelde voor onder meer FC Homel, Lokomotiv Moskou, Borussia Dortmund en Spartak Moskou.
Gorloekovitsj speelde ook voor het Voetbalelftal van de Sovjet-Unie en het Russisch voetbalelftal. Als international kwam hij uit op drie eindrondes (WK 1990, WK 1994 en het EK 1996) en één Olympische Zomerspelen (1988). In zijn interlandcarrière kwam hij tot één doelpunt (in een vriendschappelijke wedstrijd tegen het Syrisch voetbalelftal op 21 november 1988). Tijdens een vriendschappelijke wedstrijd tegen het Nederlands voetbalelftal in 1990 blesseerde Gorloekovitsj Marcel Peeper met een tackle (dubbele beenbreuk).

## Erelijst
Premjer-Liga (4x)
1995, 1996, 1997, 1998
Russische voetbalbeker (1x)
1997/98
Olympische Zomerspelen (1x)
 1988
1 Dasajev  ·
2 Bezsonov ·
3 Chidijatoellin ·
4 Koeznetsov ·
5 Demjanenko ·
6 Rats ·
7 Alejnikaw ·
8 Lytovtsjenko ·
9 Zavarov ·
10 Protasov ·
11 Dobrovolski ·
12 Borodjoek ·
13 Tsveiba ·
14 Ljoetyj ·
15 Jaremtsjoek ·
16 Tsjanov ·
17 Zygmantovitsj ·
18 Sjalimov ·
19 Fokin ·
20 Gorloekovitsj ·
21 Brosjin ·
22 Oevarov ·
Coach: Lobanovskyj
1 Tsjertsjesov ·
2 Koeznetsov ·
3 Gorloekovitsj ·
4 Galjamin ·
5 Nikiforov ·
6 Ternavski ·
7 Pjatnitski ·
8 Popov ·
9 Salenko ·
10 Karpin ·
11 Bjestsjastnik ·
12 Tetradze ·
13 Borodjoek ·
14 Kornejev ·
15 Radtsjenko ·
16 Charin  ·
17 Tsymbalar ·
18 Onopko ·
19 Mostovoj ·
20 Ledjachov ·
21 Chlestov ·
22 Joeran ·
Coach: Sadyrin
1 Charin ·
2 Tetradze ·
3 Nikiforov ·
4 Tsymbalar ·
5 Kovtoen ·
6 Karpin ·
7 Onopko  ·
8 Kantsjelskis ·
9 Kolyvanov ·
10 Mostovoj ·
11 Kirjakov ·
12 Tsjertsjesov ·
13 Boesjmanov ·
14 Dobrovolski ·
15 Sjalimov ·
16 Simoetenkov ·
17 Bjestsjastnik ·
18 Janovski ·
19 Radimov ·
20 Gorloekovitsj ·
21 Chochlov ·
22 Ovtsjinnikov ·
Coach: Romantsev